# 無齒舒鮨
無齒舒鮨，為輻鰭魚綱鱸形目鱸亞目鮨科的其中一種，分布於西大西洋區，從美國佛羅里達州至南美洲北部海域，棲息深度15-110公尺，體長可達10公分，生活在深水珊瑚礁，為底棲性魚類，成小群活動，屬肉食性，以浮游生物為食。